# (8603) Senator
(8603) Senator ist ein Asteroid des inneren Hauptgürtels, der am 16. Oktober 1977 von dem niederländischen Astronomenehepaar Cornelis Johannes van Houten und Ingrid van Houten-Groeneveld entdeckt wurde. Die Entdeckung geschah im Rahmen der 3. Trojaner-Durchmusterung, bei der von Tom Gehrels mit dem 120-cm-Oschin-Schmidt-Teleskop des Palomar-Observatoriums aufgenommene Feldplatten an der Universität Leiden durchmustert wurden, 17 Jahre nach Beginn des Palomar-Leiden-Surveys.
Der mittlere Durchmesser des Asteroiden wurde grob mit 3,047 (±0,621) km berechnet, die Albedo mit 0,229 (±0,018).
(8603) Senator ist nach dem Rotkopfwürger benannt, dessen wissenschaftlicher Name Lanius senator lautet. Zum Zeitpunkt der Benennung des Asteroiden am 2. Februar 1999 befand sich der Rotkopfwürger auf der niederländischen und der europäischen Roten Liste gefährdeter Vogelarten.